# Schwarzband-Sägesalmler
Der Schwarzband-Sägesalmler (Serrasalmus spilopleura) ist eine Piranha-Art, die in tropischen Gewässern Südamerikas beheimatet ist. Er wird auf Portugiesisch „Pirambeba Dourada“, „Piranha Negra“ und auf Spanisch „Palomita“ genannt.

## Beschreibung
Serrasalmus spilopleura besitzt einen rautenförmigen Körper. Er ist am Rücken dunkelblau oder schwarzgrau gefärbt und besitzt zahlreiche silbrige, stark irisierende Schuppen. Die Kopfunterseite kann stark leuchtend rot und die Bauchunterseite gelb gefärbt sein.
Die Art ist durch ein schwarzes Seitenband charakterisiert. Der Schwarzband-Sägesalmler wird durchschnittlich 18 Zentimeter groß.

## Verbreitung und Lebensraum
Der Schwarzband-Sägesalmler wurde erstmals vom Rio Guaporé, einem Amazonas-Nebenfluss beschrieben. Er ist im gesamten Amazonas-Einzugsgebiet und Rio Paraná verbreitet. Man findet ihn in den Ländern Argentinien, Brasilien, Französisch-Guayana, Guayana, Surinam, Uruguay und Venezuela. Der Schwarzband-Sägesalmler bevorzugt Wassertemperaturen von 23 bis 28 °C bei pH-Werten von 5 bis 7.

## Lebensweise
Größere Exemplare der Schwarzband-Sägesalmler sind überwiegend solitär lebend, was sie von anderen Piranha-Arten unterscheidet. Nur zur Jagd und Fortpflanzung finden sie sich in Gruppen zusammen, die aus Individuen gleichen Alters und Größe bestehen.
Die Fische sind tag- und dämmerungsaktiv. Während der Trockenzeit fressen die Tiere auch Pflanzensamen. Ein weiteres typisches Verhaltensmuster von Schwarzband-Sägesalmlern ist, dass sie sich in der Wasservegetation verstecken, vorbeischwimmende Fische überfallen und ihnen die Flossen abbeißen.
Im Sanchuri Stausee am Rio Uruguay in Südbrasilien wurden die Auswirkungen zahlreicher chemischer und physikalischer Faktoren auf die lokale Population von Serrasalmus spilopleura untersucht. Im Rio Paranaíba untersuchte man den Einfluss von Umweltfaktoren auf die Fruchtbarkeit von Serrasalmus spilopleura. Die Art ist mit 17 Zentimetern Körperlänge geschlechtsreif.

## Schwarzband-Sägesalmler und Mensch
Tödliche Angriffe auf Menschen wurden nicht beobachtet. Aus dem brasilianischen Bundesstaat Mato Grosso wurde berichtet, dass die teilweise aasfressenden Fische in einigen Fällen ertrunkene Menschen gefressen haben.
Schwarzband-Sägesalmler finden ideale Lebensbedingungen zum Aufbau von großen Populationen in den Stauseen des Bundesstaates São Paulo (Santa Cruz de Conceição /Rio Mogi-Guacu sowie Itapui und Iacanga am Rio Tiete), es kam in den Jahren 2002 und 2003 zu gehäuften Unfällen mit Badenden. Die Tiere laichen bevorzugt in flachen Gewässerzonen unter Wasserhyazinthen ab und verteidigen ihr Gelege gegenüber Fressfeinden. Kommt ein Mensch ihren Gelegen zu nahe, so wird er in einigen Fällen angegriffen und kann schmerzhafte Bissverletzungen davontragen.

### Nutzung
Schwarzband-Sägesalmler sind lokal Speisefische und Sportfische für Angler. Als Aquarienfische eignen sie sich weniger für Gesellschaftsaquarien, da sie häufig in die Flossen anderer Fische beißen.